# پادگان هنگ کنگ
پادگان هنگ کنگ (انگلیسی: Hong Kong Garrison) پادگان ارتش آزادی‌بخش خلق (PLA), مسئول وظایف دفاعی در هنگ کنگ، منطقه ویژه اداری (چین) (SAR) از زمان واگذاری هنگ کنگ در سال ۱۹۹۷ میلادی است.